# Amaigrissement

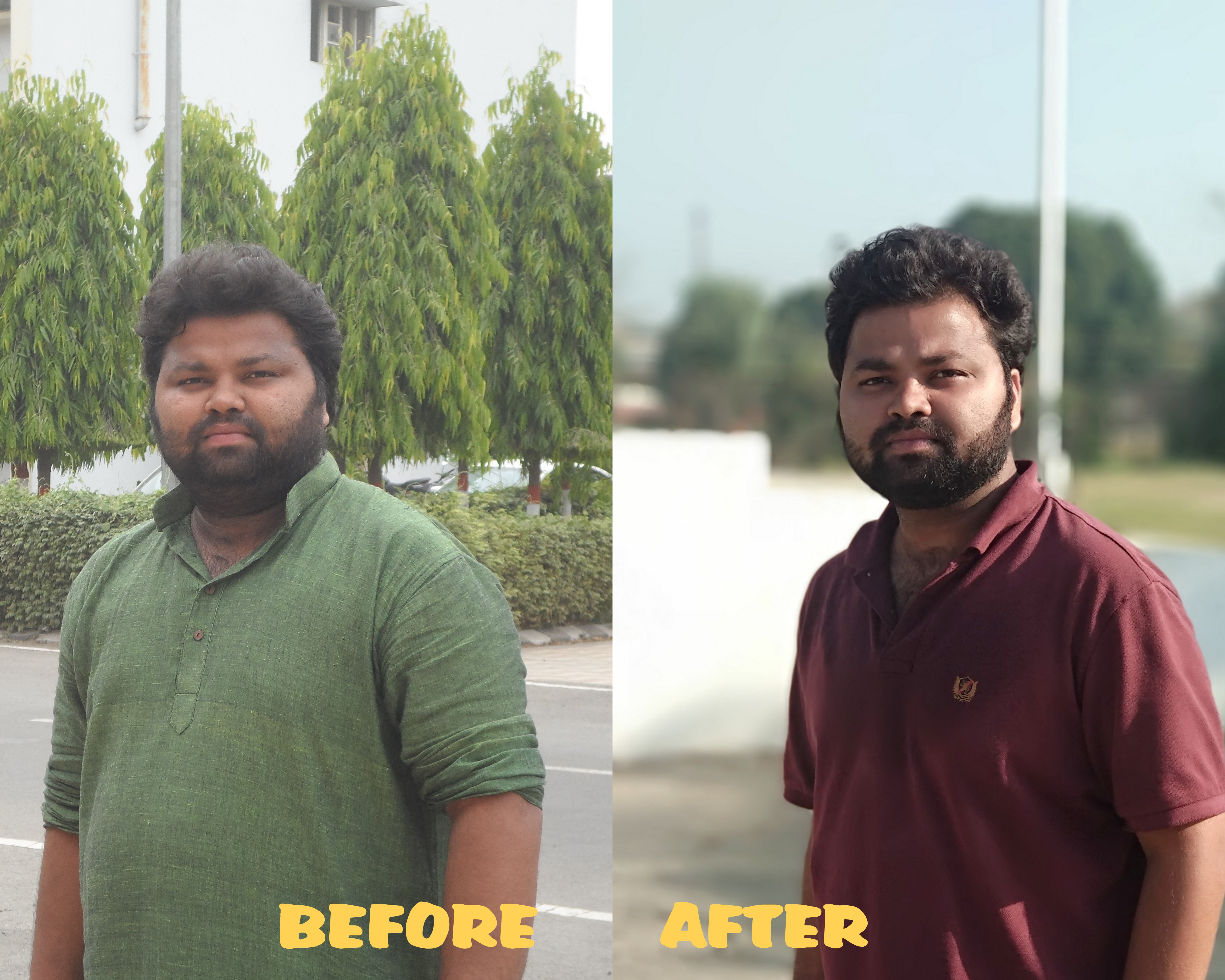
Homme photographié avant et après avoir perdu 35,5 kg.

Un amaigrissement est une perte de poids. Il témoigne d'un déséquilibre entre les apports et les dépenses énergétiques. Il peut être soit volontaire, avec un régime amaigrissant dans un but thérapeutique ou esthétique, soit involontaire, pouvant alors révéler certaines maladies organiques évolutives ou des troubles du comportement alimentaire.
Un poids normal et stable est l'un des meilleurs marqueurs d'un bon état de santé chez l'adulte. À l'inverse, un surpoids ou une obésité peuvent engendrer divers problèmes de santé et réduire l'espérance de vie. Entre 20 et 50 ans, le poids augmente physiologiquement puis se stabilise et peut diminuer spontanément après 75 ans. La masse grasse augmente quant à elle tout au long de l’âge adulte.

## Étiologie
Les principales causes d'amaigrissement involontaire sont :
- les troubles du comportement alimentaire : l'anorexie mentale et ses autres formes ;
- l'amaigrissement avec alimentation conservée et hypercatabolisme :
  - affections endocriniennes ou métaboliques : hyperthyroïdie, diabète, hyperparathyroïdie primaire, phéochromocytome,
  - consommation importante de caféine et tabagisme,
  - affections digestives : malabsorption de la maladie cœliaque de l’adulte, de la maladie de Crohn, de l'entéropathie exsudative et de la pancréatite chronique,
  - amaigrissement paraphysiologique de la vieillesse ;
- l'amaigrissement d’accompagnement : cancers, maladies infectieuses, maladies neurologiques sévères, maladies hépatiques, cardiaques, rénales ou respiratoires sévères, autres maladies chroniques telles que maladies psychiatriques ou alcooliques ;
- l'amaigrissement d'origine iatrogène, favorisé par la polymédication chez les personnes âgées ;
- l'amaigrissement présumé isolé, principalement dû à des causes psychiques.